# Такнасо
Такнасо (исп. Tacnazo) — военный переворот в Перу, в результате которого премьер-министр Франсиско Моралес Бермудес в 1975 г. сверг президента Хуана Веласко Альварадо и свернул проведение левых реформ в стране. Название получил по городу Такна, где и начался.

## Течение событий
Переворот состоялся 29 августа 1975 года. Ранее, в феврале, произошла полицейская забастовка, усугубившаяся гражданским вандализмом и поджогами. При помощи военных беспорядки были подавлены, но в их ходе погибло более ста тысяч человек. В августе Моралес Бермудес произнёс речь, в которой предложил Веласко уйти в отставку и провозгласил себя новым президентом, а Такну — столицей Перу. После переворота Бермудес устраивал в армии чистку и многие сторонники Веласко оставили свои посты. В 1980 году на выборах Бермудеса сменил Фернанде Белаунде Терри.